# 荷里雪夫

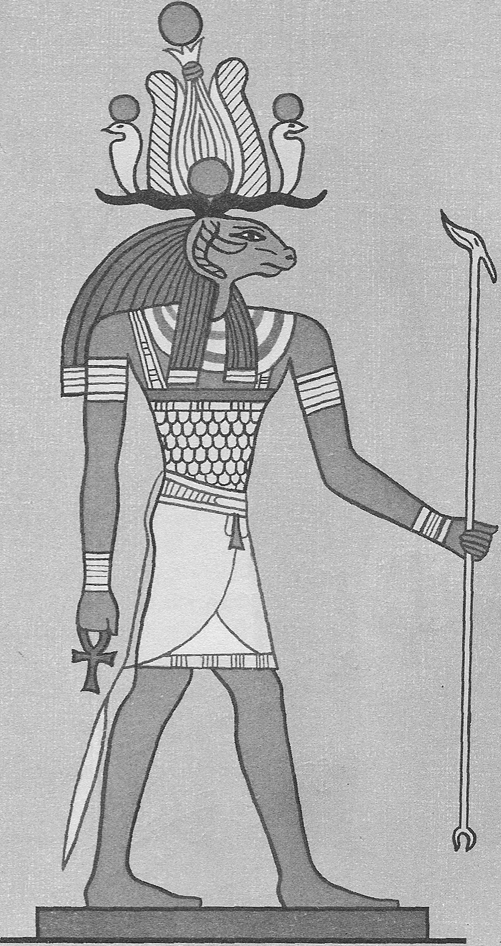
荷里雪夫

荷里雪夫（Heryshaf）又稱赫里沙夫，是埃及神話的神祇，河岸的統治者，象徵創造和豐饒，形象是羊頭人身，被視同拉和歐西里斯。其名字的意思是「在湖上的人」。祂的信仰集中在赫拉克来俄波利斯。

## 脚注
1. ↑  Forty (2001:84).